# Eyak
L'eyak és una llengua de la família na-dené històricament parlada per la tribu dels eyaks al sud d'Alaska. La llengua s'extingí el 25 de gener de 2008 amb la mort de la seva darrera parlant, Marie Smith Jones.